# Allan Franck
Allan Gunthard Franck  (* 17. September 1888 in Wyborg; † 28. Mai 1963 in Emäsalo, Porvoo) war ein finnischer Segler.
Der Finnlandschwede Allan Franck wurde in Viborg (finnisch Viipuri, heute russisch Wyborg) geboren. Gemeinsam mit Waldemar Björkstén, Jacob Björnström, Bror Brenner, Erik Lindh, Juho Arne Pekkalainen und Harry Wahl trat er für das Großfürstentum Finnland und den Segelverein Wiborgs Läns Segelförening bei den Olympischen Spielen 1912 in Stockholm an und gewann auf dem Schiff Nina die Silbermedaille in der 10-Meter-Klasse.
1951 wurde Franck Ehrenmitglied im finnlandschwedischen Segelverein Brändö Seglare in Helsingfors (Helsinki).